# Codablock

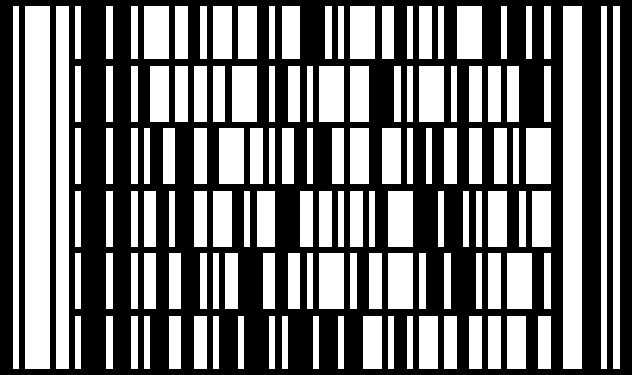
Codablock-F Beispiel

Codablock ist ein zweidimensionaler Strichcode, der 1989 in Deutschland entwickelt wurde und in den Folgejahren durch Ausbaustufen international praktische Anwendung fand. Die Erfinder und Innovationstreiber des Codablocks waren die Firma ICS International unter dem damaligen Geschäftsführer Heinrich Oehlmann sowie Harald Oehlmann.
Mit Hilfe dieses Codes gelingt es, den Datenzusammenhang einer Nachricht zu erhalten, falls die Etikettenbreite zu groß ist und folglich mehrere kürzere Strichcodes gedruckt werden müssten. Dieses Prinzip des Codablocks lässt sich am anschaulichsten mit einem Zeilenumbruch eines Texteditors vergleichen. Sobald eine Zeile voll ist, wird die nächste umbrochen, wobei jeder Zeile die Zeilennummer und dem fertigen Block die Anzahl der Zeilen eingefügt wird. Am Ende folgt eine Prüfsumme. Somit enthält jede Zeile einen Indikator zur Orientierung für die Lesegeräte und der gesamte Code zwei Prüfzeichen um den Inhalt der Gesamtnachricht sicherzustellen.
Drei Varianten werden unterschieden:
Codablock Abasiert auf der Struktur des Code39. In zwei bis 22 Zeilen können zwei bis 61 Zeichen (maximal 1340 Zeichen) codiert werden. Das Prüfzeichen über die Gesamtnachricht wird Modulo 43 berechnet.
Codablock Fbasiert auf der Struktur des Code128. In zwei bis 44 Zeilen können jeweils vier bis 62 Zeichen (maximal 2725 Zeichen) codiert werden.
Codablock 256ist wie Codablock F aufgebaut, allerdings mit einem eigenen Start-/Stoppzeichen. Es können zwei bis 44 Zeilen zu je zwei bis 62 Daten (maximal 2725) generiert werden. Jede Zeile weist eine eigene Fehlerkorrektur auf, so dass kleine Beschädigungen wieder rekonstruiert werden können.
Insbesondere der Codablock F, auf Basis der Spezifikation „AIM Europe USS – Codablock F“ international standardisiert, fand in den Neunzigerjahren des letzten Jahrhunderts in Europa Verbreitung. Die Hauptanwendungsbereiche lagen im Medizin- und Gesundheitswesen nach HIBC-Standard. Als Paradebeispiele lassen sich dabei die Kennzeichnung und Identifikation von Blutbeuteln und Dentalprodukten anführen.
Der Codablock besitzt folgende Vorteile:
- Erhöhte Datensicherheit eines Codablock-Etiketts im Vergleich zum Lesen verschiedener Einzeletiketten zu einer Gesamtnachricht
- Flexibilität in der Anpassung von Information auf eine gegebene Fläche durch variable Höhe, Breite und Informationsdichte
- Es können alle herkömmlichen Lesegeräte verwendet werden, da sich Codablock auf bereits bestehende Strichcodierung stützt.
- Das Zusammensetzen der einzelnen Zeilen zur Gesamtnachricht kann auch in übergeordneten Rechnersystemen erfolgen.